# Stugan
Stugan (lett. "Il cottage") è un videogioco d'avventura edito nel 1978 per la sezione pubblica del computer mainframe DEC-10 Oden di Stoccolma, ma distribuito (anche in danese, norvegese e inglese) per PC IBM soltanto nel 1986 dall'azienda d'informatica Scandinavian PC Systems. È considerato il primo videogioco d'avventura e, in generale, la prima vera opera videoludica mai realizzata in Svezia. Il giocatore deve esplorare un cottage nello Småland, alla ricerca di oggetti preziosi ed enigmi da risolvere, evitando trappole e nemici, per accumulare più punti possibile. 
Il titolo venne sviluppato alla fine degli anni settanta da Viggo Kann, Kimmo Eriksson e Olle Johansson, dei ragazzini rimasti talmente colpiti da Colossal Cave Adventure da creare loro stessi un gioco simile. Inizialmente concepito come una raccolta di minigiochi che i tre avevano precedentemente sviluppato in autonomia, avrebbe dovuto essere una sorta di sala giochi esplorabile. In seguito l'area percorribile venne espansa e furono inseriti animali, labirinti e insidie, tanto da stravolgere completamente il progetto originale. Stugan divenne un'opera di culto tra gli utenti dell'Oden e un importante successo commerciale per l'azienda di computer di Stoccolma: ne furono vendute migliaia di copie all'epoca della sua pubblicazione per il PC IBM.

## Trama
Stugan è ambientato nella Småland, provincia storica della Svezia. A inizio partita, il giocatore si trova sul molo di un lago, al di fuori di un cottage circondato da una fitta foresta e da cascate. Quando entra nell'abitazione, nota quanto sia più grande all'interno che all'esterno, con ben nove livelli sotterranei.

## Modalità di gioco

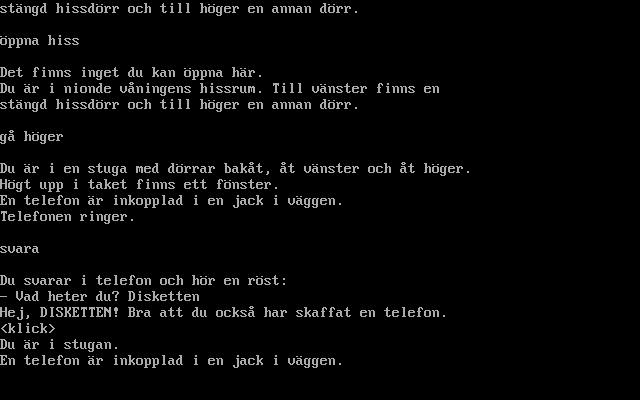
Una sequenza in cui è ben visibile la tipologia di gameplay di Stugan: il giocatore (qui "Disketten") viene direttamente interpellato dal programma, che gli pone delle domande su come procedere e che gli dà lo spazio per rispondere. Disketten scrive "öppna hiss", "gå höger" e "svara" (cioè, "apri ascensore", "vai a destra" e "rispondi").

Il giocatore è libero di muoversi in tutte e quattro le direzioni cardinali e compiere azioni, ordinandole al computer tramite comandi testuali costituiti da una o due parole: ad esempio, qualora volesse prendere una palla situata nell'angolo a sinistra della parete nord di una stanza, dovrebbe scrivere "Norr", "vänster" e "fånga bollen" (ovverosia "Nord", "sinistra", "prendi palla").
Lo scopo del gioco è quello di esplorare il rifugio e ottenere punti (partendo da 50 fino a un massimo di 307) che possono essere guadagnati raccogliendo tesori e oggetti preziosi, risolvendo rompicapi e scoprendo nuove aree.  È necessario però evitare le trappole, per esempio le botole, e i nemici, come i ladri, che possono rubare gli elementi di maggior valore, o le "creature misteriose", che si incontrano all'aperto.  In cambio di una determinata quantità di punti, il giocatore può ricevere suggerimenti o venire resuscitato se muore durante la partita. Sempre in base al proprio punteggio, egli può essere classificato come "Klantig nybörjare" ("goffo pasticcione") o "Expert på hus i Småland" ("esperto di case a Småland"). Infine, raggiunto il massimo dei punti, viene invitato a far parte del "Stugrådet" (il "consiglio del cottage").

## Sviluppo

### La sala giochi virtuale

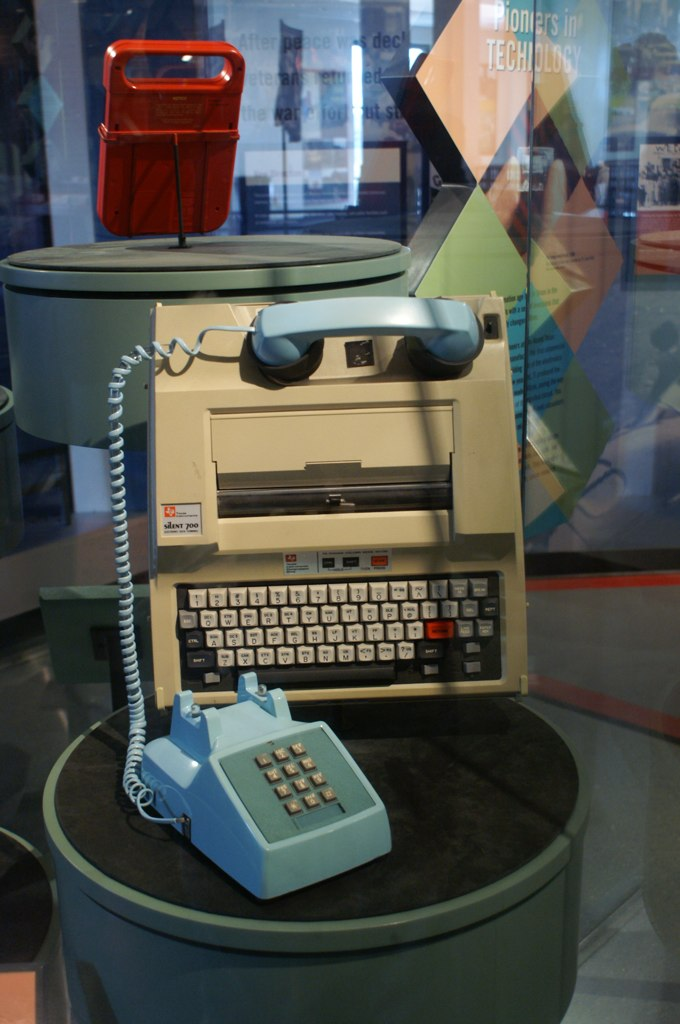
Un terminale Texas Silent Writer, su cui inizialmente veniva programmato il videogioco

Nell'estate del 1977 Viggo e Kimmo Eriksson, di dieci e dodici anni, cominciarono a progettare quello che poi sarebbe diventato Stuga. La loro madre, Gerd, era insegnante di programmazione presso l'Istituto reale di tecnologia (KTH), mentre il padre, Henrik, era programmatore al QZ, il Centro informatico per la ricerca e l'istruzione superiore di Stoccolma; ciò permetteva ai due fratelli di avere accesso al mainframe DEC-10 Oden del centro di ricerca, su cui scrivevano i loro videogiochi e imparavano la programmazione informatica, servendosi del manuale per creare giochi per computer What to Do After You Hit Return di People's Computer Company, pubblicato nel 1975. Il vicino di casa e amico Olle Johansson, quattordicenne, si unì a loro; pure suo papà per lavoro disponeva di un account presso il QZ.
Tutti e tre avevano già avuto modo di realizzare un proprio titolo in solitaria: Johansson aveva prodotto una versione informatica del gioco da tavolo Mastermind, in cui il giocatore doveva sfidare un nemico chiamato Thorvald; Viggo invece aveva creato una sorta di Impiccato, mentre Kimmo aveva sviluppato due videogiochi, uno simile a una slot machine e un altro che era tris. Insieme dunque ragionarono su come poter combinare queste opere in un unico prodotto che imitasse una sala giochi, ovvero in grado di dare la libertà di scegliere il gioco da fare. Con l'aiuto degli sviluppatori di sistema del QZ, cominciarono a lavorare a questo progetto, momentaneamente intitolato soltanto Stuga: per scrivere il programma usavano solo il terminale Texas Silent Writer, che permetteva di collegarsi all'Oden dalla camera da letto dei genitori dei due fratelli. Questa era una procedura molto costosa, non soltanto per il collegamento, ma anche perché usare l'Oden durante le ore diurne aveva un costo: così molto spesso i ragazzini, per risparmiare tempo e denaro, dovettero recarsi al campus del KTH a Sollentuna nelle ore serali. Inoltre, all'istituto potevano avere ciascuno un terminale, in un locale al seminterrato, con veri e propri monitor per visualizzare il testo, al contrario di quello casalingo, che era solo di scrittura e che perciò costringeva a stampare su «enormi quantità di carta» i codici da controllare. Importante fu l'ispirazione data dall'avventura testuale Colossal Cave Adventure, scritta dagli statunitensi Will Crowther e Don Woods nel 1976 e che catturò i giovani per la possibilità che dava di esplorare tutta una serie di stanze, con segreti e nemici.

### Stuga: ilColossal Cave Adventuresvedese

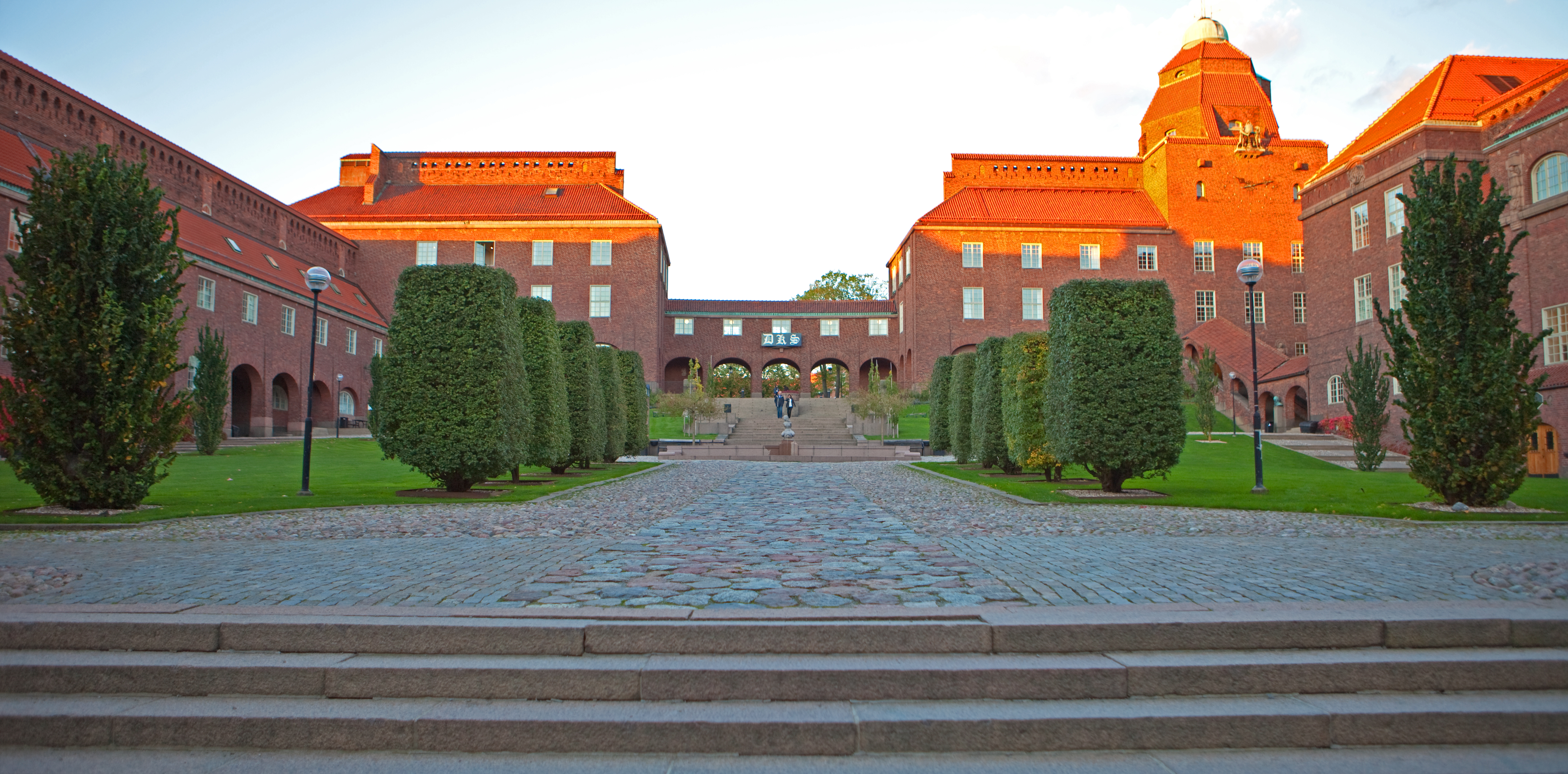
L'istituto reale di tecnologia.

L'idea della sala giochi venne successivamente abbandonata, in quanto i tre si resero conto che era più divertente vagare per l'ambiente nel quale erano collocati i minigiochi piuttosto che giocare agli stessi;  in più, si chiedevano se a questo punto fosse possibile trasformare Stuga in una versione svedese di Adventure, concentrandosi soprattutto sull'esplorazione, l'aspetto più eccitante di quell'opera, che permetteva di andare in giro per caverne e posti simili. Furono create sempre più stanze, in cui furono inseriti numerosi animali, oggetti e «loschi figuri» con cui interagire, fino a che la mappa raggiunse una dimensione ragguardevole: è solo a questo punto che vennero eliminati tutti i vari giochi. Venne in seguito sviluppata una storia bizzarra e dalle tinte comiche che guidasse il giocatore:
(Olle Johansson)
Del progetto originale sopravvissero solo la slot machine e il personaggio di Thorvald. Costui divenne il "presidente del consiglio del cottage" e venne modellato sulla personalità di Johansson, alla stregua di Kimmo, basato su Kimmo Eriksson:

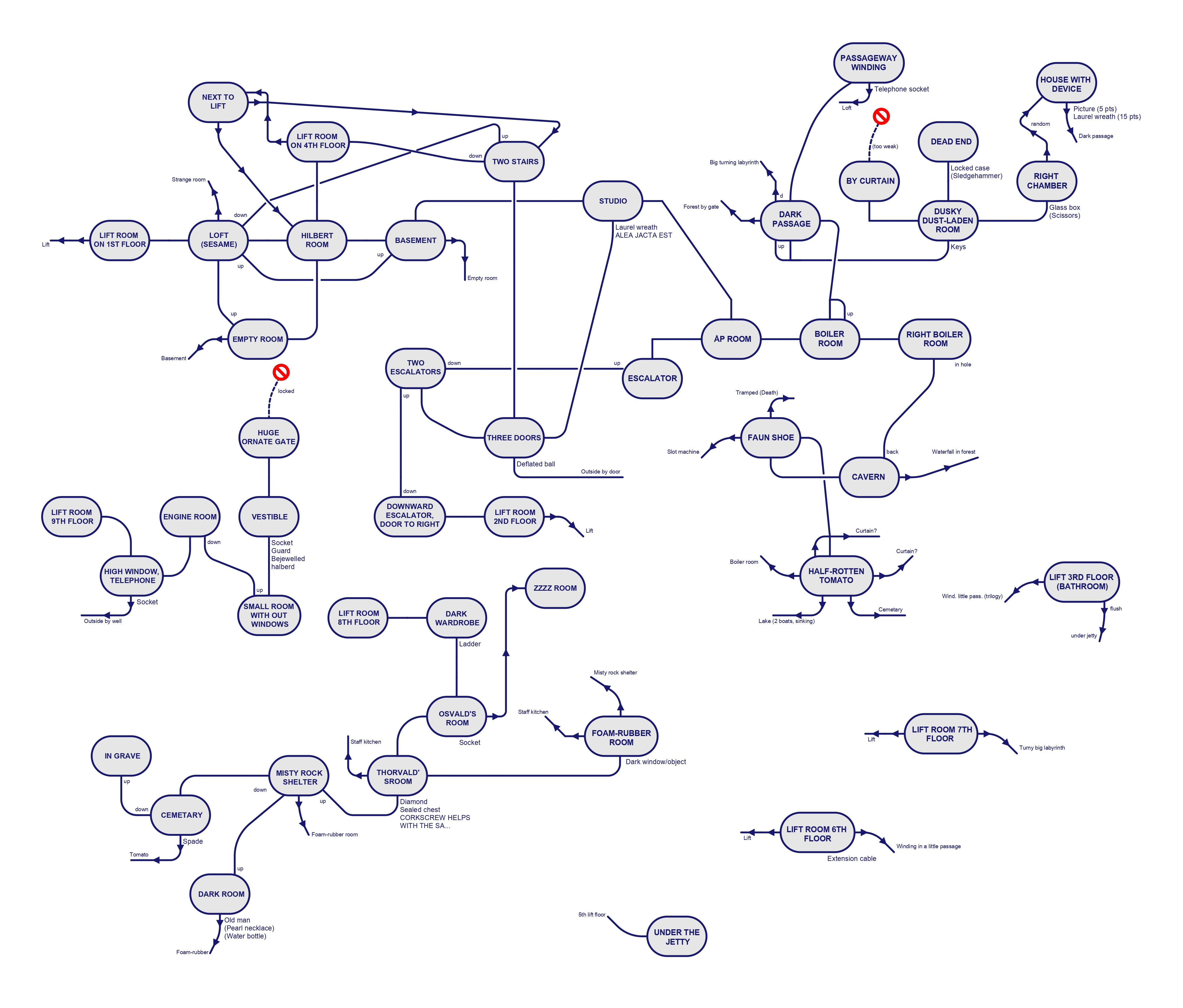
Elaborazione della mappa di Stugan, in cui è possibile notare la disposizione labirintica degli ambienti e le varie funzionalità che il gioco contiene, con anche l'indicazione degli oggetti e dei personaggi

Man mano che proseguivano nella lavorazione del videogioco, gli Eriksson e Johansson cominciarono lentamente a differenziarsi nei loro ruoli: Kimmo perlopiù presentò agli altri «idee stravaganti», laddove Johansson era un visionario motivato che «faceva accadere le cose» e Kann le sistemava e si assicurava che ognuna di esse funzionasse a dovere. Kimmo e Johansson affermarono che a tutti stavano a cuore sia gli aspetti tecnici sia i contenuti del titolo e ritennero di aver creato qualcosa di divertente. Siccome Kann era interessato al linguaggio e aveva idee specifiche sul modo in cui scrivere certe parole, usarono una grammatica costantemente corretta, sebbene molto spesso adottarono la trascrizione fonetica di certi vocaboli, come per le parole "sig" ("sé stesso") e "dem" ("loro"), sempre rese "sej" e "dom".
Stuga venne scritto esclusivamente con il linguaggio di programmazione BASIC, che Kimmo reputava un buono strumento e che era l'unico che i tre sapessero usare. Per loro fu molto rischioso, perché all'epoca era considerato impossibile elaborare grandi programmi con il BASIC (e il progetto che volevano portare a termine era «gigantesco»). Kimmo stesso ammise che non lo avrebbero mai scelto se avessero programmato il gioco nel 1986, dato che a quel tempo avevano accesso a molti altri e migliori linguaggi. Johansson raccontò che un altro motivo che li aveva spinti a usufruire di quel tipo di programma era la «pura sfida» nei confronti di Henrik Eriksson, il quale aveva detto loro:
Egli aggiunse che l'aspetto più impegnativo della fase di realizzazione fu far capire al videogioco la lingua svedese; per mantenere le dimensioni del parsing «ragionevole», decisero di limitare i comandi scritti a massimo due parole, con eventuali sinonimi (ricercati facendo testare l'opera ad amici e parenti), visto che i giocatori potevano non utilizzare gli stessi termini che intendevano i giovani autori. Di fatto, durante un certo periodo della lavorazione, venne compiuta, sotto la supervisione di Viggo, una lunga operazione di registrazione di ogni partita giocata dai tester del QZ e di tutti i comandi che il programma non capiva, sulla base dei quali venne migliorata la prestazione del gioco e vennero ampliate le possibilità di azione. A un certo punto, i ragazzini dovettero prendere una pausa di due anni e perciò terminarono questa attività nel 1979. Stuga era quasi completato all'autunno del 1978, ma, a causa delle differenze di programmazione dei tre sviluppatori, il suo codice appariva molto «disordinato». Kann quindi si prodigò, con una «spinta finale», a completarlo e ordinarlo.

## Distribuzione
Stugan risultò pronto per la pubblicazione alla fine del 1978 e venne reso disponibile nella sezione pubblica del QZ; questa era uno spazio cui si poteva accedere o entrando nel terminale universitario di Stoccolma o collegandovisi tramite modem. I tre ragazzi erano in costante discussione con i vari giocatori grazie alla stanza virtuale denominata "Thorvalds Stugråd" (letteralmente, in italiano, "Consiglio del cottage di Thorvald") nella quale venivano dati giudizi sul gameplay e sulla programmazione e segnalati eventuali bug, cosicché potessero essere corretti. Grazie ai continui feedback e al rapporto instauratosi tra sviluppatori e fruitori, l'opera venne continuamente ampliata e aggiornata fino al 1980.
Sempre più spesso i ragazzini erano interpellati da utenti che volevano sapere se un dato aspetto del gioco fosse «un bug o una feature», cosicché aggiunsero per scherzo una creatura seduta su una spiaggia che urlava, prima di gettarsi in acqua e scomparire:

### Edizione casalinga

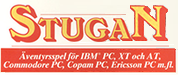
Logo di Stugan così come si presenta nella copertina della versione per PC IBM.

Nel 1984 il giornalista Erik Fichtelius, che aveva provato il gioco, condusse un'intervista via email nell'area pubblica del centro dati con i tre giovani autori per la rubrica della rivista Upp & Ner della compagnia aerea svedese Linjeflyg, che distribuì sui suoi aerei nel 1985. Nell'articolo, Fichtelius chiese a Johansson perché non fosse stata presa in considerazione l'idea di rendere il titolo disponibile per gli home computer. La risposta fu che lui e i suoi amici l'avevano sviluppato solo perché era una sfida divertente e che avrebbero pertanto dovuto trovare un distributore se volevano creare una versione dell'opera per PC.
Jan Älmeby, che aveva fondato nello stesso 1984 l'azienda di software aziendale Scandinavian PC Systems, lesse l'articolo di Upp & Ner e decise di contattare gli sviluppatori per pubblicare il loro videogioco, reputando questa un'occasione per far conoscere la sua ditta ed espandere il suo catalogo. Älmeby si incontrò con Johansson e gli consegnò un home computer, sul quale programmare la nuova versione di Stuga. Sempre per via della grande estensione del codice, sorsero dei problemi per compilarlo, visto che molti linguaggi BASIC non potevano supportarlo. Tuttavia ad un certo punto, grazie a Better BASIC, riuscirono a completare il lavoro, modificando pesantemente quanto creato con il DEC Basic. Nessuno dei ragazzini aveva mai utilizzato un PC (a parte Olle, che aveva usato un Commodore 64 e un Commodore PET) e sfruttarono l'occasione per aggiungere delle speciali feature che prima non avevano avuto modo di implementare: ad esempio venne migliorata la grafica, aggiunte immagini e implementati nuovi elementi (come i gettoni) e animali (ad esempio un bradipo). Venne completamente eliminata una parte in cui erano presenti dei personaggi dal The Muppet Show, per evitare problemi legali a causa dell'uso improprio di prodotti protetti dal copyright.
L'edizione per PC IBM uscì nel 1986 con il titolo "Stugan" e venne resa disponibile in quattro lingue diverse: svedese, danese, norvegese ed inglese; quest'ultima versione in particolare vide il nome di Olle cambiato in Jello, poiché il traduttore, ritenendo che i nomi degli autori fossero inventati, decise di optare per un soprannome più divertente. Gli sviluppatori negoziarono con la Scandinavian PC Systems e ricevettero come royalty cinque corone svedesi (SEK) per ogni copia venduta della versione svedese e due per quella straniera (il cui prezzo era di 95 SEK e veniva comprata tramite corrispondenza). A questa somma si aggiunsero ulteriori 30000 SEK per i diritti d'autore.

## Accoglienza

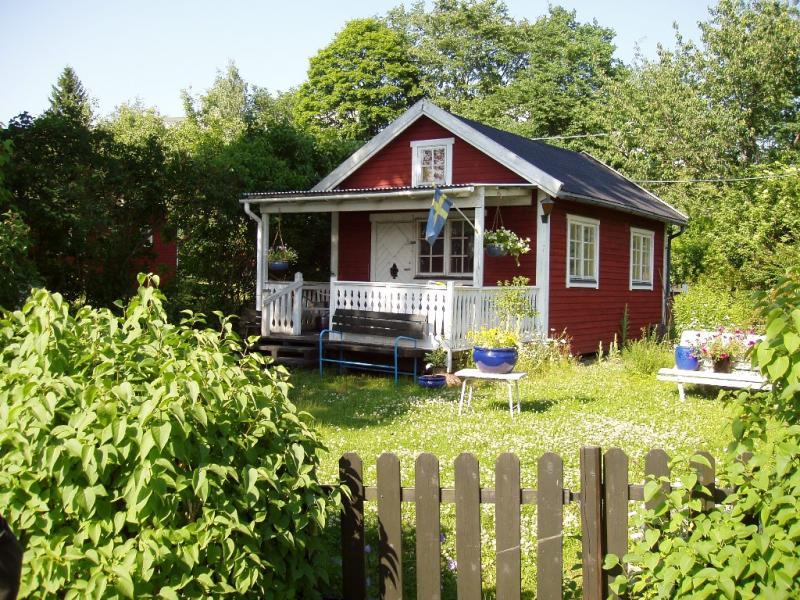
Un tipico cottage nello Småland, simile a quello presentato nella copertina dell'edizione casalinga di Stugan

Dalla fine degli anni settanta e per tutti gli ottanta, Stugan era considerato un oggetto di culto dagli utenti dell'Oden. Poiché inoltre questi dovevano spendere dei soldi per potersi collegare al terminale, il titolo si rivelò anche un grande successo commerciale per il QZ e permise ai ragazzini di avervi accesso gratuitamente. Come raccontò Kimmo Eriksson:
Il sovrintendente Jakob Palme periodicamente tentava di revocare loro tale privilegio, ma non lo faceva mai in quanto i tre minacciavano di rimuovere Stugan dall'Oden:
(Olle Johansson)
Migliaia furono le copie vendute del gioco, tante quasi quanto tutti i PC IBM presenti all'epoca in Svezia. Kann ipotizzò che questa enorme popolarità fosse dettata dal fatto che quel modello di computer era ancora nuovo e che non vi erano praticamente altri programmi in lingua svedese a parte Stugan. A dispetto di ciò, le versioni estere non vendettero molto e i giovani sviluppatori non ricevettero un adeguato compenso, eccezion fatta dalle royalty che però erano comunque pre-pagate; secondo Johansson, ricevevano solo 500 SEK «ogni tanto», che «non erano tanti soldi».
Nel 1987 Clas Kristiansson, del periodico Svenska Hemdator Hacking, recensì il videogioco in maniera complessivamente positiva, affermando che, nonostante un'ambientazione «non eccitante e poco originale», aveva un'atmosfera piacevole, grazie soprattutto ai bizzarri dialoghi delle creature che si potevano incontrare e ad elementi quali i criptici labirinti e gli ascensori. Criticò tuttavia il sistema di spostamento negli interni, definendo inutilmente complicato il fatto di avere due serie di comandi per il movimento a seconda di dove ci si trovasse nell'area, trovando anche illogica la possibilità di camminare all'indietro quando ci si poteva semplicemente voltare.

## Influenza culturale
«Kimmo Eriksson: Ho avuto una carriera abbastanza decente da allora come professore e cose del genere, ma è chiaro che le uniche volte che qualcuno impazziva erano quando scopriva che sono l'autore di Stugan. In qualche modo quello che hai fatto quando avevi dieci anni è ciò [...] che è diventato significativo.

Olle Johansson: Sì, e ho ricevuto un'e-mail tre anni fa da un ragazzo che ogni Natale si riuniva in famiglia e giocava a Stugan e lo faceva da 20 anni.»

— Dall'intervista condotta da Mirko Ernkvist
Stugan è il primo gioco d'avventura svedese; inoltre, se si considera il fatto che è collocato cronologicamente tra una dimostrazione videoludica per il Datasaab D2 del 1960/1961 e Space Action, uscito per Commodore 64 nel 1983, si può ritenere il primo vero videogioco mai messo in commercio nel paese.
Nel suo libro Video Games Around the World, lo scrittore Mark J.P. Wolf giudicò l'opera un «risultato impressionante», considerando la giovane età dei suoi autori. L'Internetstiftelsen i Sverige, l'organizzazione responsabile del dominio di primo livello della Svezia (.se), la definì «leggendaria» e «un nome iconico nella comunità videoludica». Kristiansson disse che la decisione di creare un gioco di avventura svedese era lodevole e che avrebbe potuto aiutare a contrastare il pregiudizio sul PC IBM, considerato un computer non adatto a tutti. Sigrid Nurbo della rivista Jönköpings-Posten notò l'assenza del titolo nel Museo Nazionale Svedese di Scienza e Tecnologia del 2013, fatto strano vista la sua importanza ed il suo status di culto.
"Stugan" era anche un nome di un campus «senza scopo di lucro per sviluppatori talentuosi di giochi, che aiuta nuovi team e individui a realizzare le loro idee di gioco più stravaganti», in cui per otto settimane i partecipanti vivevano nei boschi tra Falun e Borlänge, nel comune di Dalarna, in un cottage con una capienza di ventitré persone, e si aiutavano a vicenda nel realizzare i loro progetti. Si teneva ogni anno dal 2015 al 2019.
Johansson e gli Eriksson crearono tempo dopo un altro titolo, Question, basato su Trivial Pursuit e venduto da Pagina Förlag, che però fu un insuccesso. Decisero quindi di abbandonare le loro carriere di autori di videogiochi: il primo andò a lavorare nel settore del business dei computer e dell'open source, mentre Viggo e Kimmo divennero docenti universitari. Dei codici sorgenti originali di Stugan, rimane solo quello per TOPS-20.